# Zygothrica circumveha
Zygothrica circumveha är en tvåvingeart som beskrevs av David Grimaldi 1987. Zygothrica circumveha ingår i släktet Zygothrica och familjen daggflugor. Inga underarter finns listade i Catalogue of Life.